# Tricholabus foxleei
Tricholabus foxleei är en stekelart som beskrevs av Heinrich 1961. Tricholabus foxleei ingår i släktet Tricholabus och familjen brokparasitsteklar. Inga underarter finns listade i Catalogue of Life.